# كونراد بورنس
كونراد بورنس (بالإنجليزية: Conrad Burns)‏ هو دلال وصحفي وسياسي أمريكي، ولد في 25 يناير 1935 في الولايات المتحدة، وتوفي بنفس المكان في 28 أبريل 2016. حزبياً، نشط في الحزب الجمهوري.

## مناصب
- في انتخابات مجلس الشيوخ في الولايات المتحدة 1988 [الإنجليزية]‏، انتخب عضو مجلس الشيوخ الأمريكي عن دائرة Montana ‏ وقد انضم خلال فترته النيابية [الإنجليزية]‏ (3 يناير 1991 – 3 يناير 1993) للكتلة البرلمانية الحزب الجمهوري.
- في انتخابات مجلس الشيوخ في الولايات المتحدة 1988 [الإنجليزية]‏، انتخب عضو مجلس الشيوخ الأمريكي عن دائرة Montana ‏ وقد انضم خلال فترته النيابية [الإنجليزية]‏ (3 يناير 1993 – 3 يناير 1995) للكتلة البرلمانية الحزب الجمهوري.
- في انتخابات مجلس الشيوخ في الولايات المتحدة 1994 [الإنجليزية]‏، انتخب عضو مجلس الشيوخ الأمريكي عن دائرة Montana ‏ وقد انضم خلال فترته النيابية [الإنجليزية]‏ (4 يناير 1995 – 3 يناير 1997) للكتلة البرلمانية الحزب الجمهوري.
- في انتخابات مجلس الشيوخ في الولايات المتحدة 1994 [الإنجليزية]‏، انتخب عضو مجلس الشيوخ الأمريكي عن دائرة Montana ‏ وقد انضم خلال فترته النيابية [الإنجليزية]‏ (3 يناير 1997 – 3 يناير 1999) للكتلة البرلمانية الحزب الجمهوري.
- في انتخابات مجلس الشيوخ في الولايات المتحدة 1994 [الإنجليزية]‏، انتخب عضو مجلس الشيوخ الأمريكي عن دائرة Montana ‏ وقد انضم خلال فترته النيابية (3 يناير 1999 – 3 يناير 2001) للكتلة البرلمانية الحزب الجمهوري.
- في انتخابات مجلس الشيوخ في الولايات المتحدة 2000 [الإنجليزية]‏، انتخب عضو مجلس الشيوخ الأمريكي عن دائرة Montana ‏ وقد انضم خلال فترته النيابية [الإنجليزية]‏ (3 يناير 2001 – 3 يناير 2003) للكتلة البرلمانية الحزب الجمهوري.
- في انتخابات مجلس الشيوخ في الولايات المتحدة 2000 [الإنجليزية]‏، انتخب عضو مجلس الشيوخ الأمريكي عن دائرة Montana ‏ وقد انضم خلال فترته النيابية [الإنجليزية]‏ (3 يناير 2003 – 3 يناير 2005) للكتلة البرلمانية الحزب الجمهوري.
- في انتخابات مجلس الشيوخ في الولايات المتحدة 2000 [الإنجليزية]‏، انتخب عضو مجلس الشيوخ الأمريكي عن دائرة Montana ‏ وقد انضم خلال فترته النيابية [الإنجليزية]‏ (3 يناير 2005 – 3 يناير 2007) للكتلة البرلمانية الحزب الجمهوري.
- انتخب مفوض المقاطعة ‏ عن دائرة مقاطعة يلوستون ( – 1986).
- انتخب عضو مجلس الشيوخ الأمريكي عن دائرة مونتانا (3 يناير 1989 – 3 يناير 2007).